# Ascarites
 Ascarites  ist eine Gattung der Spulwürmer (Ascaridida) mit drei Arten, die nur durch Fossilfunde von Eiern dokumentiert ist. Sie wurden in Belgien in einer Mine bei Bernissart mit Saurier-Skeletten aus der frühen Kreidezeit in Kotsteinen gefunden und gelten als einer der ältesten Parasitenfunde bei Landwirbeltieren. Die Kotsteine stammen vermutlich von der Art Megalosaurus dunkeri.

## Merkmale
Die Gattung ist durch runde Eier mit einem Durchmesser von 49 bis 52 μm gekennzeichnet. Die glatte Schale ist 3,4 bis 3,6 μm dick. Im Inneren ist eine mindestens zweimal gewundene Larve mit einer Maximaldicke von 5,4 μm ausgebildet.